# Каммингс, Констанция
Конста́нция Ка́ммингс (англ. Constance Cummings; 15 мая 1910[…], Сиэтл, Вашингтон — 23 ноября 2005[…], Оксфордшир, Юго-Восточная Англия) — американская актриса театра и кино.

## Биография
Родилась в Сиэтле, в семье певицы Кейт Логан и адвоката Далласа Холверстада. В 18 лет Констанция получила свою первую роль в Бродвейском театре. Там юную актрису замечает кинопродюсер Сэмюэл Голдвин, который в 1931 году приглашает Каммингс в Голливуд. Между 1931 и 1934 годами Каммингс снялась более чем в двадцати фильмах, включая «Безумное кино» и «Американское безумие».
С 1933 по 1973 год Констанция Каммингс состояла в браке с драматургом и сценаристом Беном Леви. Вскоре из-за профессиональных разногласий Леви переехал в Великобританию, где продолжал писать, а с 1940 по 1950 год ещё и являлся членом парламента от Лейбористской партии.
После переезда с мужем в Англию актриса продолжала сниматься в кино. 1 января 1974 года Каммингс была награждена орденом Британской империи за вклад в британскую индустрию развлечений. В 1979 году актриса завоевала премию Тони в категории «Лучшая женская роль в пьесе» за постановку «Крылья». 8 февраля 1960 года она удостоилась звезды на Голливудской аллее славы под номером 6211.
Констанция Каммингс умерла 23 ноября 2005 года от естественных причин.